# Monaco aux Jeux olympiques d'été de 1976
Cet article contient des informations sur la participation et les résultats de Monaco aux Jeux olympiques d'été de 1976, qui ont eu lieu à Montréal au Canada.

## Résultats

### Natation
Homme
| Athlète           | Épreuve                   | Séries        | Séries      | Finale       | Finale       |
| Athlète           | Épreuve                   | Temps         | Rang        | Temps        | Rang         |
| ----------------- | ------------------------- | ------------- | ----------- | ------------ | ------------ |
| Patrick Novaretti | 200 m nage libre hommes   | 2 min 04 s 29 | 8e          | Non qualifié | Non qualifié |
| Patrick Novaretti | 400 m nage libre hommes   | 4 min 20 s 62 | 8e          | Non qualifié | Non qualifié |
| Patrick Novaretti | 400 mètres 4 nages hommes | Disqualifié   | Disqualifié | Non qualifié | Non qualifié |

### Tir
| Athlète        | Épreuve                                    | Résultat | Résultat          |
| Athlète        | Épreuve                                    | Points   | Rang              |
| -------------- | ------------------------------------------ | -------- | ----------------- |
| Joe Barral     | Carabine de petit calibre position couchée | 582      | 60e ex æquo       |
| Pierre Boisson | Carabine de petit calibre position couchée | 581      | 64e ex æquo       |
| Paul Cerutti   | Fosse olympique                            | 129      | Disqualifié (43e) |
| Marcel Rué     | Fosse olympique                            | 141      | 42e               |

### Voile
| Athlète                                                   | Épreuve | Course I | Course I | Course II | Course II | Course III | Course III | Course IV | Course IV | Course V | Course V | Course VI | Course VI | Course VII | Course VII | Total Points | Total -1 (la plus mauvaise course) | Rang |
| Athlète                                                   | Épreuve | Rang     | Points   | Rang      | Points    | Rang       | Points     | Rang      | Points    | Rang     | Points   | Rang      | Points    | Rang       | Points     | Total Points | Total -1 (la plus mauvaise course) | Rang |
| --------------------------------------------------------- | ------- | -------- | -------- | --------- | --------- | ---------- | ---------- | --------- | --------- | -------- | -------- | --------- | --------- | ---------- | ---------- | ------------ | ---------------------------------- | ---- |
| Gérard Battaglia (barreur) Jean-Pierre Borro Claude Rossi | Soling  | 23       | 29,0     | 23        | 29,0      | 23         | 29,0       | 18        | 24,0      | 18       | 24,0     | DSQ       | 33,0      | 23         | 29,0       | 197,0        | 164,0                              | 23   |